# Mieczysław Cieślar
Mieczysław Jerzy Cieślar (ur. 28 marca 1950 w Cieszynie, zm. 18 kwietnia 2010 w Przecławiu) – polski duchowny luterański, proboszcz parafii św. Mateusza w Łodzi, biskup Diecezji Warszawskiej Kościoła Ewangelicko-Augsburskiego w RP, zastępca Biskupa Kościoła.

## Życiorys
Urodził się w Cieszynie, chodził do Liceum w Wiśle oraz do Szkoły Muzycznej w Cieszynie. Studiował teologię na Chrześcijańskiej Akademii Teologicznej, którą ukończył w październiku 1973 roku. 2 września 1973 r. został ordynowany na duchownego w kościele Piotra i Pawła w Wiśle przez biskupa Andrzeja Wantułę. Został wikariuszem parafii w Pabianicach, między 1976–1980 był jej administratorem, a w latach 1980–1996 proboszczem. W lutym 1996 roku został wybrany proboszczem parafii św. Mateusza w Łodzi. W marcu tego samego roku Synod Diecezji Warszawskiej wybrał go biskupem diecezjalnym. Konsekracja odbyła się 1 maja 1996 roku, przewodniczył jej Biskup Kościoła ks. Jan Szarek. Od 2001 roku pełnił funkcje zastępcy Biskupa Kościoła.
Od 26 września 2008 zastąpił Biskupa Kościoła ks. Janusza Jaguckiego na stanowisku przewodniczącego Komisji Historycznej Kościoła Ewangelicko-Augsburskiego w Rzeczypospolitej Polskiej, której celem jest zbadanie zasobów archiwalnych Instytutu Pamięci Narodowej oraz archiwów wewnątrzkościelnych, dotyczących inwigilacji Kościoła Ewangelicko-Augsburskiego przez organa bezpieczeństwa państwa w okresie od 22 lipca 1944 do 31 lipca 1990.
Był pracownikiem naukowym  ChAT, zajmował się biblistyką w szczególności Nowym Testamentem, znawca języka greckiego i kultury starożytnej. Od 1973 roku był wykładowcą w Katedrze Wiedzy Nowotestamentowej i Języka Greckiego w ChAT. Po śmierci w katastrofie lotniczej 10 kwietnia 2010 ks. Adama Pilcha, tymczasowo przejął po nim obowiązki luterańskiego kapelana Wojska Polskiego oraz proboszcza parafii Ewangelicko-Augsburskiej Wniebowstąpienia Pańskiego w Warszawie.
Zginął w wypadku samochodowym w nocy z 18 na 19 kwietnia 2010 wskutek zderzenia czołowego z samochodem prowadzonym przez nietrzeźwego kierowcę. Wracał z Warszawy, gdzie współprowadził luterańską część uroczystości żałobnych ku czci ofiar katastrofy lotniczej w Smoleńsku. Pogrzeb biskupa odbył się 23 kwietnia 2010 na Cmentarzu Starym w Łodzi.
Jego żona Irena Wisełka-Cieślar jest profesorem sztuki i wykładowcą Akademii Muzycznej w Łodzi, mają dwójkę dzieci – córkę i syna.